# Josep Estalella Graells
Josep Estalella Graells (Villafranca del Panadés, 1879 - Barcelona, 1938) fue un físico español.
Se doctoró en la Universidad de Barcelona y fue profesor de la misma entre 1899 y 1905. En 1902 finalizó su tesis doctoral sobre los rayos X, llegando a ser uno de los pioneros en la investigación de este campo. En 1905 obtuvo la cátedra de Física y Química del Instituto de Enseñanza Media de Gerona.
En 1919 fue nombrado director de los estudios de física y química en el Instituto-Escuela de Madrid, influido por la Institución Libre de Enseñanza de Francisco Giner de los Ríos, cargo que ejerció hasta 1921. Fue catedrático de 1921 a 1932 en el Instituto de Tarragona.
En 1932 fue nombrado director del Instituto-Escuela de la Generalidad de Cataluña, donde plasmó su sistema metodológico propio y característico, al mismo que tiempo que se preocupó por la preparación del profesorado siguiendo las nuevas directrices pedagógicas. Fue también presidente de la Societat Catalana de Ciències Físiques, Químiques i Matemàtiques en el bienio 1933-1934. Murió en 1938, tras el inicio de la guerra civil española.

## Obras
- Ciència Recreativa (1918)
- Compendio de química (1921)
- Problemas de física (1926)